# 游弋
游弋（1970年5月—），安徽太和人，汉族，中国共产党党员。中华人民共和国政治人物、第十三届全国人民代表大会河南省代表。

## 生平
2018年，游弋被选为河南省出席第十三届全国人民代表大会代表。